# Jünkerath
Jünkerath é um município da Alemanha localizado no distrito de Vulkaneifel, estado da Renânia-Palatinado.
É membro e sede do Verbandsgemeinde de Obere Kyll.